# Insult to Injury
Insult to Injury è il terzo album in studio del gruppo musicale Thrash metal statunitense Whiplash, pubblicato nel 1989 per l'etichetta discografica Roadrunner Records. È il primo album dove Tony Portaro (che aveva curato le voci sui due album precedenti) lascia il microfono ad un cantante di ruolo.

## Tracce
1. Voice of Sanity - 3:37
2. Hiroshima - 3:14
3. Insult to Injury - 2:42
4. Dementia Thirteen - 3:02
5. Essence of Evil - 5:59
6. Witness to the Terror - 3:58
7. Battle Scars - 4:27
8. Rape of the Mind - 2:29
9. Ticket to Mayhem/4 E.S. - 4:07
10. Pistolwhipped - 3:17

## Formazione
- Tony Portaro - chitarra
- Tony Bono - basso
- Joe Cangelosi - batteria
- Glenn Hansen - voce